# Michel Cusson
Michel Cusson CM (* 22. Januar 1957 in Drummondville, Québec, Kanada) ist ein kanadischer Komponist, der zunächst als Fusionmusiker bekannt wurde.

## Leben und Leistungen
Cusson studierte Musik an der McGill University in Montreal und am Berklee College of Music in Boston. 1976 gründete er die mit Preisen ausgezeichnete Jazz-Band UZEB; die Mitglieder waren Cusson an der Gitarre, Alain Caron am E-Bass und Paul Brochu am Schlagzeug. Sie veröffentlichten zehn Alben und bestanden bis 1991. Danach widmete sich Cusson vermehrt dem Komponieren für Filme und Fernsehserien; außerdem arbeitete er im Trio mit Lorraine Desmarais und Michel Donato in der Formation Vision.
Er schrieb Filmmusik für den vierteiligen Historienfilm Napoleon (2002) von Yves Simoneau mit Christian Clavier und Isabella Rossellini, das Liebesdrama Séraphin: un homme et son péché (2002) von Charles Binamé mit Karine Vanasse, Pierre Lebeau und Roy Dupuis, sowie den dramatischen Sportfilm Maurice Richard (2005) von Charles Binamé, in dem Roy Dupuis, Julie LeBreton und Stephen McHattie vom Leben des gleichnamigen Eishockey-Spielers erzählen.
Der Soundtrack von Séraphin: un homme et son péché erreichte mit mehr als 75 000 verkauften Exemplaren einen Rekord in Québec.
Für seine Musik bekam Cusson im Jahr 2000 einen Gemini Award für Dr. Lucille und 2003 einen Prix Jutra für Séraphin: un homme et son péché verliehen. Bei den Genie Awards wurde er in den Jahren 2003, zweimal 2004, 2005 und 2007 nominiert.

## Filmografie (Auswahl)
- 1992: Wilder Herbst (L'Automne sauvage)
- 2000: Dr. Lucille
- 2002: Le Dernier chapitre (Miniserie)
- 2002: The Collector (Le Collectionneur)
- 2002: Le Dernier chapitre: La Suite (Miniserie)
- 2002: Napoleon (Napoléon)
- 2002: Séraphin: un homme et son péché
- 2003: Père et fils
- 2004: Monica la mitraille
- 2005: Aurore
- 2005: Jagd nach Gerechtigkeit (Hunt for Justice)
- 2005: Maurice Richard